# Pierre Gillette
Pierre Gillette, né le 4 octobre 1928 à Caen et mort le 7 avril 2014 à Asnières-sur-Seine, est un chef monteur et ingénieur du son français. 

## Biographie
Pierre Gillette a travaillé à de nombreuses reprises avec Yves Robert.
Il est co-président du SNTPCT de 1987 à 1996.

## Filmographie
- 1956 : Le Ballon rouge (moyen-métrage)
- 1957 : Celui qui doit mourir
- 1959 : Les Étoiles de midi (documentaire)
- 1960 : Le Voyage en ballon
- 1960 : Les Distractions
- 1961 : La Peau et les os
- 1961 : Les Nouveaux Aristocrates
- 1962 : Le Combat dans l'île
- 1962 : Le Soupirant
- 1964 : L'Insoumis d'Alain Cavalier
- 1965 : Paris-secret d'Édouard Logereau (documentaire)
- 1966 : Atout cœur à Tokyo pour OSS 117
- 1966 : La Vie de château
- 1967 : Fantomas contre Scotland Yard
- 1967 : Mise à sac
- 1968 : La Chamade
- 1968 : Pour un amour lointain
- 1969 : Le Clan des Siciliens
- 1969 : La Coqueluche
- 1971 : La Grande Java
- 1971 : Le Casse
- 1971 : Les Mariés de l'an II
- 1972 : Le Bar de la fourche
- 1973 : Le Serpent
- 1973 : Les grands sentiments font les bons gueuletons
- 1974 : Le Cri du cœur
- 1974 : Les Charlots en folie: À nous quatre Cardinal!
- 1974 : Les Quatre Charlots mousquetaires
- 1975 : La Bulle
- 1975 : La Chair de l'orchidée
- 1975 : Peur sur la ville
- 1976 : Le Corps de mon ennemi
- 1976 : Le Plein de super
- 1977 : Drôles de zèbres
- 1977 : Nous irons tous au paradis
- 1978 : Je suis timide mais je me soigne
- 1979 : Courage fuyons
- 1981 : Clara et les Chics Types
- 1981 : Une affaire d'hommes
- 1982 : Mille milliards de dollars
- 1983 : Signes extérieurs de richesse
- 1983 : Un dimanche de flic
- 1984 : Le Jumeau
- 1984 : Les Morfalous
- 1986 : L'Été 36 (téléfilm)
- 1989 : Périgord noir
- 1990 : La Gloire de mon père
- 1990 : Le Château de ma mère
- 1992 : Le Bal des casse-pieds
- 1993 : La Soif de l'or